# Каннський кінофестиваль 2014
67-й Каннський кінофестиваль проходив з 14 до 25 травня 2014 року. Головою журі була кінорежисерка і сценаристка Джейн Кемпіон. Фестиваль відкрили переглядом стрічки «Принцеса Монако».

## Журі
|         | І'мя                        | Фах                             | Країна         |
| ------- | --------------------------- | ------------------------------- | -------------- |
| nothumb | Джейн Кемпіон (голова журі) | режисерка, сценаристка          | Нова Зеландія  |
| nothumb | Кароль Буке                 | актриса                         | Франція        |
| nothumb | Софія Коппола               | сценаристка, режисерка, актриса | США            |
| nothumb | Лейла Хатамі                | актриса                         | Іран           |
| nothumb | Чон Де-Йон                  | актриса                         | Південна Корея |
| nothumb | Віллем Дефо                 | актор                           | США            |
| nothumb | Гаель Гарсія Берналь        | режисер, актор, продюсер        | Мексика        |
| nothumb | Ця Джанке                   | режисер, сценарист, продюсер    | КНР            |
| nothumb | Ніколас Віндінґ Рефн        | режисер, сценарист, продюсер    | Данія          |

## Фільми— учасники фестивалю
Учасниками фестивалю стали 48 фільмів з 28 країн, що були відібрані з 1,5 тисячі стрічок. Україна представлена в офіційній програмі вісьмома фільмами, з них три повнометражних і три короткометражних, а також дві стрічки, що були створені разом зі США і Швейцарією.

### Конкурсна програма
Загалом у конкурсі брали участь 18 стрічок.
| Назва                                  | Оригінальна назва    | Режисер             | Країна                           |
| -------------------------------------- | -------------------- | ------------------- | -------------------------------- |
| Зільс-Марія                            | Clouds of Sils Maria | Олів'є Ассаяс       | Німеччина Франція Швейцарія      |
| Святий Лоран. Страсті великого кутюр'є | Saint Laurent        | Бертран Бонелло     | Франція                          |
| Зимова сплячка                         | Kış Uykusu           | Нурі Більге Джейлан | Туреччина Німеччина Франція      |
| Зоряна карта                           | Maps to the Stars    | Девід Кроненберг    | США Канада                       |
| Два дні, одна ніч                      | Deux jours, une nuit | Брати Дарденн       | Бельгія Італія Франція           |
| Мамочка                                | Mommy                | Ксав'є Долан        | Канада                           |
| Полонянка                              | Captives             | Атом Егоян          | Канада                           |
| Мово, прощавай                         | Adieu au Language    | Жан-Люк Годар       | Швейцарія                        |
| Пошук                                  | The Search           | Мішель Азанавічус   | Франція                          |
| Вершник                                | The Homesman         | Томмі Лі Джонс      | США                              |
| Все ще вода                            | Futatsume No Mado    | Наомі Кавасе        | Японія                           |
| Містер Тернер                          | Mr. Turner           | Майк Лі             | Велика Британія                  |
| Зал Джиммі                             | Jimmy's Hall         | Кен Лоуч            | Велика Британія Ірландія Франція |
| Мисливець на лисиць                    | Foxcatcher           | Беннет Міллер       | США                              |
| Дива́                                   | Le Meraviglie        | Аліче Рорвахер      | Франція                          |
| Тімбукту                               | Timbuktu             | Абдеррахман Сіссако | Франція                          |
| Дикі історії                           | Relatos salvajes     | Даміан Шифрон       | Аргентина                        |
| Левіафан                               | Левиафан             | Андрій Звягінцев    | Росія                            |

## Нагороди
- Золота пальмова гілка
  - «Зимова сплячка», Нурі Більге Джейлан
- Золота камера
  - Марі Амакоукелі, Клер Бурґер, Семюел Тайс «Тусовщиця» (Франція)
- Приз за найкращу жіночу роль
  - Джуліанн Мур, «Зоряна карта» (Канада)
- Приз за найкращу чоловічу роль
  - Тімоті Сполл, «Містер Тернер» (Велика Британія)
- Приз за найкращий сценарій
  - Андрій Звягінцев, Олег Негін «Левіафан» (Росія)
- Приз журі
  - «Мамочка», реж. Ксав'є Долан (Канада)
- Приз за найкращу режисуру
  - Беннетт Міллер, «Мисливець на лисиць» (США)
- Гран-прі
  - Аліче Рорвакер, «Дива́» (Італія)